# Desmacella microsigma
Desmacella microsigma är en svampdjursart som först beskrevs av Claude Lévi 1964.  Desmacella microsigma ingår i släktet Desmacella och familjen Desmacellidae.
Artens utbredningsområde är Filippinerna. Inga underarter finns listade i Catalogue of Life.